# الحطاب
الحَطَّابُ هو أبو عبدِ الله شمسُ الدينِ محمدُ بنُ محمدِ بنِ عبدِ الرحمنِ بنِ حُسَينٍ الرعينيُّ المعروفُ بالحطابِ وأصله من المغرب من من طَرَابُلُسَ الغرب، يعود نسبه إلى المرابطين وما زال نسله في قَرُّومَةَ من الجزائر. ولد بمكة المكرمة سنة (18/رمضان/902هـ) الموافق لسنة (1496)م. هاجر والده إلى مكّة 877. هـ واستقرّ بها حتّى وفاته. أمّا ابنه الحطّاب فقد عاد في أواخر حياته حتّى وافته المنية في طرابلس. أمضى الحطّاب حياته في التفسير، وهو أصولي، ومتصوف.

## شيوخه
أخذ الشيخ بعض العلوم، على يد والده الشيخ محمد بن عبد الرحمن الرعيني، وبعض أعلام عصره.

## مذهبه
كان الشيخ على مذهب الإمام مالك وله مؤلفات في فروع مذهب الإمام مالك.

## مؤلفاته
1. «متمِّمةُ الآجُرُّومية، في علم العربية» وقد نفع الله بها، كما نفع بأصلها، فشرحت ودرست وعني بها؛
2. «مواهب الجليل، في شرح مختصر الخليل» في فروع المالكية؛
3. «قرة العين، لشرح ورقات إمام الحرمين» وهو شرح لمتن الورقات في أصول الفقه للإمام الجويني.

## وفاته
توفي الشيخ بطرابلس المغرب سنة (954هـ) الموافق (1547م) وبني له مسجد قيل إنه بعد مماته يعرف بمسجد الحطاب.